# Bucculatrix canadensis
Bucculatrix canadensis är en fjärilsart som beskrevs av Victor Toucey Chambers 1875. Bucculatrix canadensis ingår i släktet Bucculatrix och familjen kronmalar. Inga underarter finns listade i Catalogue of Life.